# Gaston Louis Mayer
Gaston Louis Mayer (* 17. Februar 1913 in Tablat; † 26. Februar 2008 in Karlsruhe) war ein Geologe, Paläontologe und Autor.

## Leben
Mayer besuchte das Gymnasium und die höhere Handelsschule in Bruchsal. Als Geologe und Paläontologe war er Autodidakt. Er arbeitete ab 1951 bis 1978 in der Landessammlung für Naturkunde in Karlsruhe als Präparator und wissenschaftlicher Mitarbeiter.
Er befasste sich mit Ammoniten, entdeckte unter anderem das Ceratitenpflaster im Steinbruch in der Schindgasse in Bruchsal und veröffentlichte über Geologie des Kraichgau. Außerdem veröffentlichte er historische Arbeiten unter anderem zu Carl Christian Gmelin und zur Geologiegeschichte, Lokalgeschichte und der Geschichte der Naturaliensammlungen in Baden.

## Schriften
- Der erste Ceratites antecedens BEYRICH aus dem Wellendolomit von Ittersbach (Kreis Karlsruhe) und weitere Vorkommen dieser Art. Der Aufschluss 22, Göttingen 1971, S. 126–128
- Ceratiten mit Skulpturanomalien aus dem süddeutschen und französischen Muschelkalk. Der Aufschluss 29, Heidelberg 1978, S. 71–75
- Zwei fastigate Ceratiten aus dem mainfränkischen Hauptmuschelkalk. Der Aufschluss 32, Heidelberg 1981, S. 345–347
- Eine anomale Tetractinella trigonella v. SCHLOTH. aus dem mainfränkischen Muschelkalk. Der Aufschluss 33, Heidelberg 1982, S. 338–339